# Kenei Mabuni
Kenei Mabuni (jap. 摩文仁 賢榮 Mabuni Kenei; ur. 13 lutego 1918 w Shuri (dzisiejsze Naha), zm. 19 grudnia 2015 w Osace) – japoński ekspert sztuk walki, mistrz karate, posiadacz stopnia 10. dan i tytułu soke (przywódca stylu). Kenei Mabuni był pierworodnym synem twórcy stylu shitō-ryū Kenwy Mabuniego i po nim objął przywództwo w stylu i organizacji Shito-kai jako nidaime soke (drugi soke). Propagował tradycyjny trening i duchowe oraz moralne wartości karate-do, choć nie odrzucał całkowicie idei karate sportowego.